# Actinastrum
Actinastrum, rod zelenih algi u porodici Chlorellaceae. Postoji 12 priznatih vrsta

## Vrste
1. Actinastrum aciculare Playfair
2. Actinastrum bacillare Playfair
3. Actinastrum fluviatile (J.L.B.Schröder) Fott
4. Actinastrum gracillimum G.M.Smith
5. Actinastrum guttula Playfair
6. Actinastrum hantzschii Lagerheim - tipična
7. Actinastrum indicum N.D.Kamat
8. Actinastrum mixtum Hortobagyi
9. Actinastrum raphidoides (Reinsch) Brunnthaler
10. Actinastrum rhaphidioides (Reinsch) Brunnthaler
11. Actinastrum subcornutum S.S.Wang
12. Actinastrum tetaniforme Teiling